# Stormyråsens naturreservat
Stormyråsens naturreservat är ett naturreservat i Torsby kommun i Värmlands län.
Området är naturskyddat sedan 2024 och är 80 hektar stort. Reservatet ligger väster om Stöllet och består av omväxlande myr och barrblandskog med inslag av björk.